# Institut fédéral de métrologie
L'Institut fédéral de métrologie (METAS ; en allemand, Eidgenössisches Institut für Metrologie ; en italien, Istituto federale di metrologia ; en romanche, Institut federal da metrologia), est un établissement de droit public de la Confédération suisse, chargé de définir les mesures physiques.

## Historique
Le Bureau fédéral de vérification est créé en 1862. En janvier 1877, l'adoption du système métrique permet d'unifier les poids et mesures dans l'ensemble de la Suisse.
En 1909, le Bureau fédéral de vérification se transforme en Bureau fédéral des poids et mesures ; cinq ans plus tard, en 1914, il déménage au centre de la ville de Berne, dans un nouveau bâtiment dans le quartier du Kirchenfeld,, avant d'investir son siège actuel, à Wabern bei Bern, en 1967.
En 1977, la Suisse adhère à l'Organisation internationale de métrologie légale, adopte le système international d'unités et le Bureau fédéral des poids et mesure se transforme en Office fédéral de métrologie (OFMET),.
Le 1er janvier 2001, l'OFMET devient l'Office fédéral de métrologie et d'accréditation (METAS).
Le 1er janvier 2013, il change de forme organisationnelle pour devenir un établissement de droit public : l'Institut fédéral de métrologie. Il est désigné par l'acronyme METAS en allemand, en français et en italien,.

## Description
L'institut est responsable de la définition des mesures. Il veille à l'exactitude des mesures réalisées en Suisse, notamment l'heure légale, et élabore les bases de mesure nationales en exploitant des laboratoires et en réalisant des travaux de recherche et de développement.
Son siège est à Wabern bei Bern,. Le bâtiment de l'institut abrite une exposition historique d'instruments de mesure,.
Doté de la personnalité juridique et inscrit au registre du commerce, il est autonome dans son organisation et sa gestion.

## Directeur
- Depuis le 1er juin 2016 : Philippe Richard[15],[16]
- 2008 - 2016 : Christian Bock[17],[18]
- 1997 - 2008 : Wolfgang Schwitz[19]
- 1984 - 1996 : Otto Piller[20]

### Bases légales
- Loi du 17 juin 2011 sur l’Institut fédéral de métrologie
- Ordonnance du 21 novembre 2012 sur l’Institut fédéral de métrologie